# 甘榜拉瓦
甘榜拉瓦是印度尼西亚中爪哇省雙膠漢鎮的一个旅游景点，位于拉瓦珀寧湖周围的绿化带内。 它于2012年8月开放，由受Artha Prima信用联盟资助的12个农民和渔民团体拥有并经营。它旨在改善当地农民和渔民的福利，同时增进人们对湖泊生态的了解。该景点的设施包括水上餐厅、凉亭、手工艺品中心、捕鱼区和码头。每当假期期间，每日可能会有数千人到此参观。由于未获得在绿化带上的建设许可，以及建筑可能造成的生态影响，甘榜拉瓦受到了一些争议。 

## 位置和设施

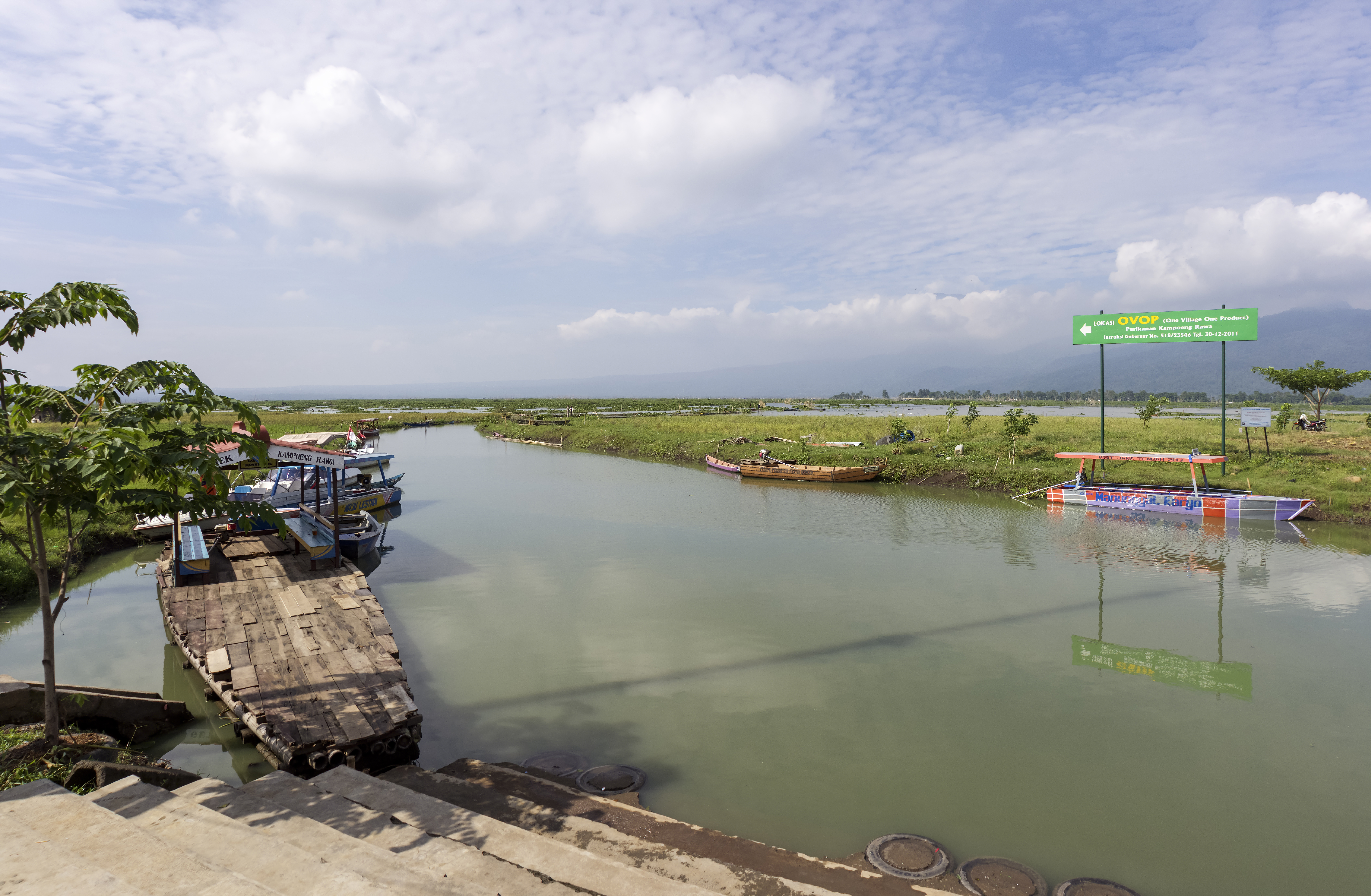
甘榜拉瓦的码头。运河通往拉瓦珀寧湖。

甘榜拉瓦位于中爪哇省三宝垄县雙膠漢鎮南环路的三公里处。该道路于2012年开放，用于日惹和三寶壟之间的通行。 行政上，该景点属于Bejalen村的一部分。该建筑群位于许多稻田中间，与拉瓦珀寧湖接壤。游客可以在此处看到南部的默巴布火山和特洛莫约火山。  
甘榜拉瓦有一个300座位的餐厅，该餐厅漂浮在一个小湖中，使用本地生产的食材（包括鲶鱼、攀鲈和罗非鱼）来烹饪并供应印尼美食。菜肴包括印尼炒饭和印度炒面。食客可以坐在大厅或一个浮动凉亭中。所有物品都由塑料桶漂浮，要到达大厅，顾客需乘坐由绳索牵引的有盖船。  
景点建筑群的中心是一个露天舞台、一个手工艺中心和一个供婚礼、着色比赛、培训课程和研讨会等特殊活动使用的凉亭。该景点可进行各种活动，并提供有各种设施，包括全地形車、溜索、摩托艇和钓鱼。

## 历史

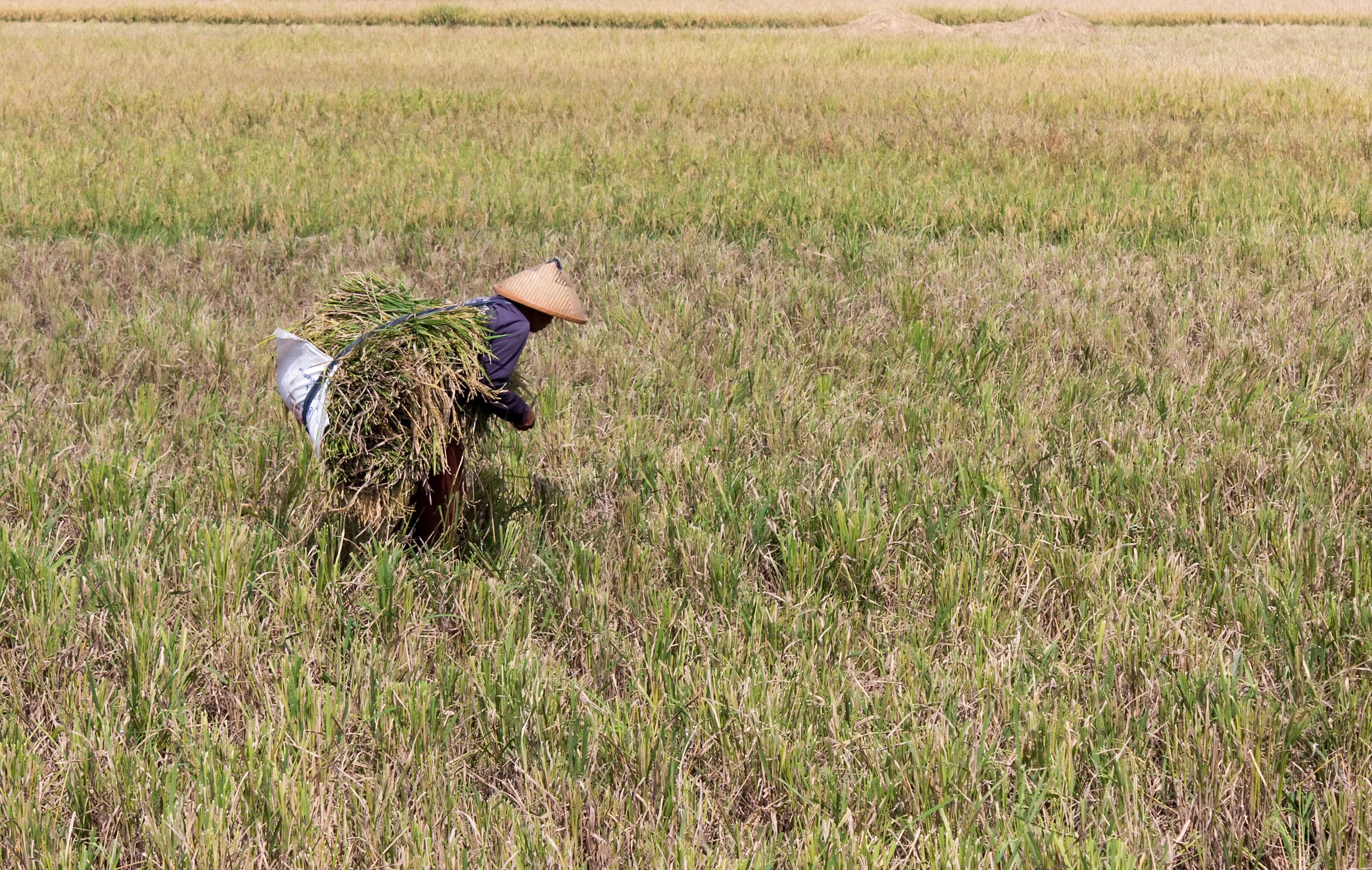
甘榜拉瓦的一名稻农

甘榜拉瓦的概念出现于2004年，当时来自拉瓦珀寧地区的一群农民和渔民从Artha Prima信贷联盟获得了10亿印尼盾赠款。他们决定建立一个旅游景点，并通过景点来销售他们的商品（后来扩展到包括手工艺品），同时增强人们对拉瓦珀寧生态系统的保护意识。为筹备2013年的中爪旅游活动（英語：Visit Jateng campaign），他们在2011年开始规划一个综合设施，其中包括烹饪旅游和水上活动。Artha Prima对一些当地人进行了职业培训，使他们能够担任服务员、收银员以及保安。  
2012年8月4日，十二个农民、渔民团体（共325个人）组成了甘榜拉瓦协会（英語：Kampoeng Rawa Association）。该团队的任务是管理这一新的旅游景点。尽管建筑尚未完成，但该景点仍在开斋节（8月18日至19日）前开放。该景点很快受到欢迎，在开斋节期间平均每天接待2000名访客，并成为地方政府举办活动的常用地点。2012年8月下旬时入场费用为每人2500印尼盾，每辆车另加5000印尼盾的停车费，此外场内活动也需额外收费。在2013年为期四天的开斋节假期期间，该景点接待了14000余名游客。  
2012年底，关于甘榜拉瓦的争议已经开始出现，当时水利资源管理局宣布该地点因位于拉瓦珀寧湖周围的绿化带中而非法。2013年，迪波内戈罗大学的生态学家蘇達托（Sudharto）表示，不应在拉瓦珀寧湖附近的区域修造建筑物，否则生态系统将受到干扰。此外，该景点并未获得建造许可证。但是，三宝垄县县长蘇達托（Sudharto）对甘榜拉瓦表示支持。他认为该建筑群不仅改善了农民和渔民的福利，而且停止了关于该地区稻田使用的争执。
2014年初，为鼓励关闭三宝垄县内的无牌建筑，警方发布了关于甘榜拉瓦景点未获许可证的通告。甘榜拉瓦的经理阿古斯·蘇瑪諾（Agus Sumarno）表示，他们曾试图争取许可证，但省和地区政府均表示无法发行。警方的横幅后来消失，有报道称该地点的管理者将其拆除，但该管理者表示它是被强风吹倒的。三宝垄县议会主席班邦·古斯里延托（Bambang Kusriyanto）表示，他确认甘榜拉瓦的管理者已经申请许可并呼吁政府加快处理该请求。2015年2月，印尼总统佐科·维多多呼吁加快许可证的发放，理由是该景点有可能促进社会赋权。

## 注脚

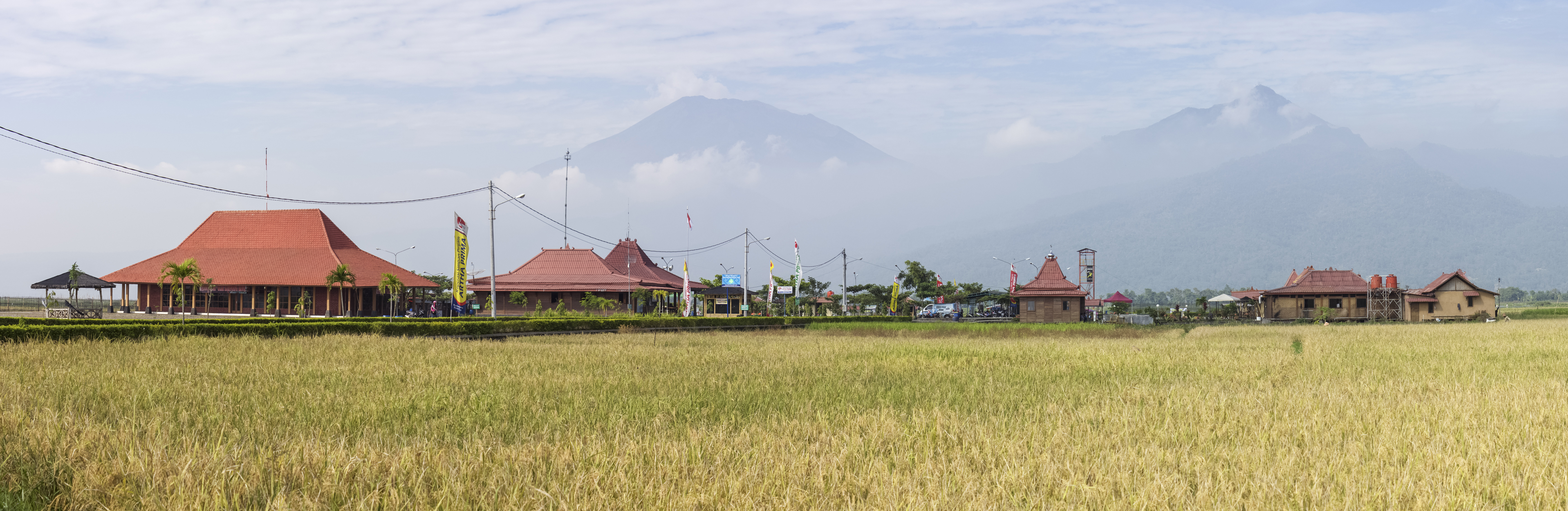
甘榜拉瓦全景，从左至右分别为工艺品中心、大厅、凉亭、巴士司机等候区、小型清真寺和餐厅。背景为默巴布火山、默拉皮火山与特洛莫约火山。

1. 1 2 3 4 5 6  Kampoeng Rawa 2014, Brochure.
2. 1 2 3 4 5  Fitrianto 2012, Keindahan.
3. 1 2  SRG, Wisata Alam.
4. 1 2  Ikhsan 2012, Pesona.
5. 1 2  Yuwono 2013, Rawapening.
6. 1 2 3  Suara Merdeka 2013, Kampoeng.
7. 1 2 3  Suara Merdeka 2012, Petani-Nelayan.
8. ↑  Kampoeng Rawa, Tentang Kampoeng Rawa.
9. 1 2  Munir 2013, Meski.
10. ↑  Herusansono 2012, Kampoeng Rawa.
11. ↑  Munir 2014, Objek.
12. ↑  Suara Merdeka 2014, Berharap.
13. ↑  Kompas 2015, Saran Jokowi.